# Stenotis asperuloides
Stenotis asperuloides är en måreväxtart som först beskrevs av George Bentham, och fick sitt nu gällande namn av Edward Everett Terrell. Stenotis asperuloides ingår i släktet Stenotis och familjen måreväxter.

## Underarter
Arten delas in i följande underarter:
- S. a. asperuloides
- S. a. brandegeeana